# Frank van den Broek
Frank van den Broek (* 28. Dezember 2000 in Warmond) ist ein niederländischer Radrennfahrer.

## Sportlicher Werdegang
Mit dem Radsport begann van den Broek mit 13 Jahren, als er im Rahmen der Rehabilitation nach einem Kreuzbandriss mit dem Radfahren begann. Als Junior wurde er durch Verletzungen nach Sturz zurückgeworfen, so dass er als „Spätzünder“ erst in der U23 richtig in Erscheinung trat. In der Saison 2022 schaffte er den Durchbruch mit mehreren Spitzenplatzierungen zunächst auf nationaler Ebene. Zur Saison 2023 wurde er Mitglied im niederländischen UCI Continental Team À Bloc CT und setzte seinen Aufwärtstrend auf internationaler Ebene fort. Mit einer Solofahrt auf der letzten Etappe der Ronde de l’Oise erzielte er seinen ersten Sieg auf der UCI Europe Tour und sicherte sich damit auch noch den Gewinn der Gesamtwertung. Den zweiten Erfolg seiner Karriere feierte er bei der Tour of Qinghai Lake, bei der er die vierte Etappe erneut als Solist gewann.
Noch während der Tour of Qinghai Lake wurde bekannt, dass van den Broek unmittelbar nach der Tour zum Development Team DSM-firmenich wechselt. Damit ist er der erste Fahrer in diesem Team, der nicht mehr in der U23 startberechtigt ist. Gleich im ersten Einsatz für sein neues Team erzielte er mit dem Gewinn der letzten Etappe der Tour Alsace den nächsten Sieg seiner Karriere. Bereits zur Saison 2024 wurde er in das UCI WorldTeam übernommen.
In seiner ersten Saison für das Team dsm-firmenich PostNL gewann nach einem Etappensieg die Gesamtwertung der Türkei-Rundfahrt, die als Etappenrennen zur UCI ProSeries zählte. Im Anschluss gab er sein Grand-Tour-Debüt bei der Tour de France 2024, wo er auf der 1. Etappe in die Ausreißergruppe ging und seinem Teamkollegen Romain Bardet zum Etappensieg verhalf. Nachdem sein französischer Mannschaftskollege rund 50 Kilometer vor dem Ziel aufgeschlossen war, setzte sich das Duo von den restlichen Fahrern der Spitzengruppe ab und erreichte das Ziel mit einem Vorsprung von fünf Sekunden vor dem Hauptfeld. Frank van den Broek überließ seinem Teamkollegen den Etappensieg und zugleich das Gelbe Trikot, führte jedoch für einen Tag die Nachwuchswertung und Punktewertung an.

## Grand-Tour Platzierungen
| Grand Tour            | 2024 | 2025 |
| --------------------- | ---- | ---- |
| Giro d’ItaliaGiro     | –    | –    |
| Tour de FranceTour    | 62   | 39   |
| Vuelta a EspañaVuelta | –    |      |

## Erfolge
2022
- Bergwertung Carpathian Couriers Race

2023
- Gesamtwertung und eine Etappe Ronde de l’Oise
- eine Etappe Tour of Qinghai Lake
- eine Etappe Tour Alsace

2023
- Gesamtwertung und eine Etappe Türkei-Rundfahrt

2024
- Mannschaftszeitfahren Dänemark-Rundfahrt